# Frigyes Karinthy

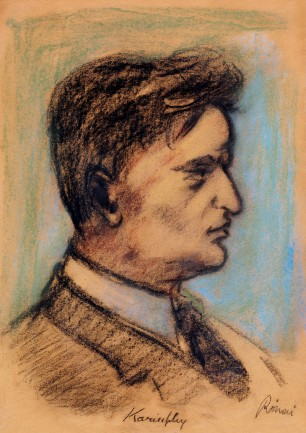
József Rippl-Rónai: Frigyes Karinthy, mit beider Signatur (ohne Jahr)

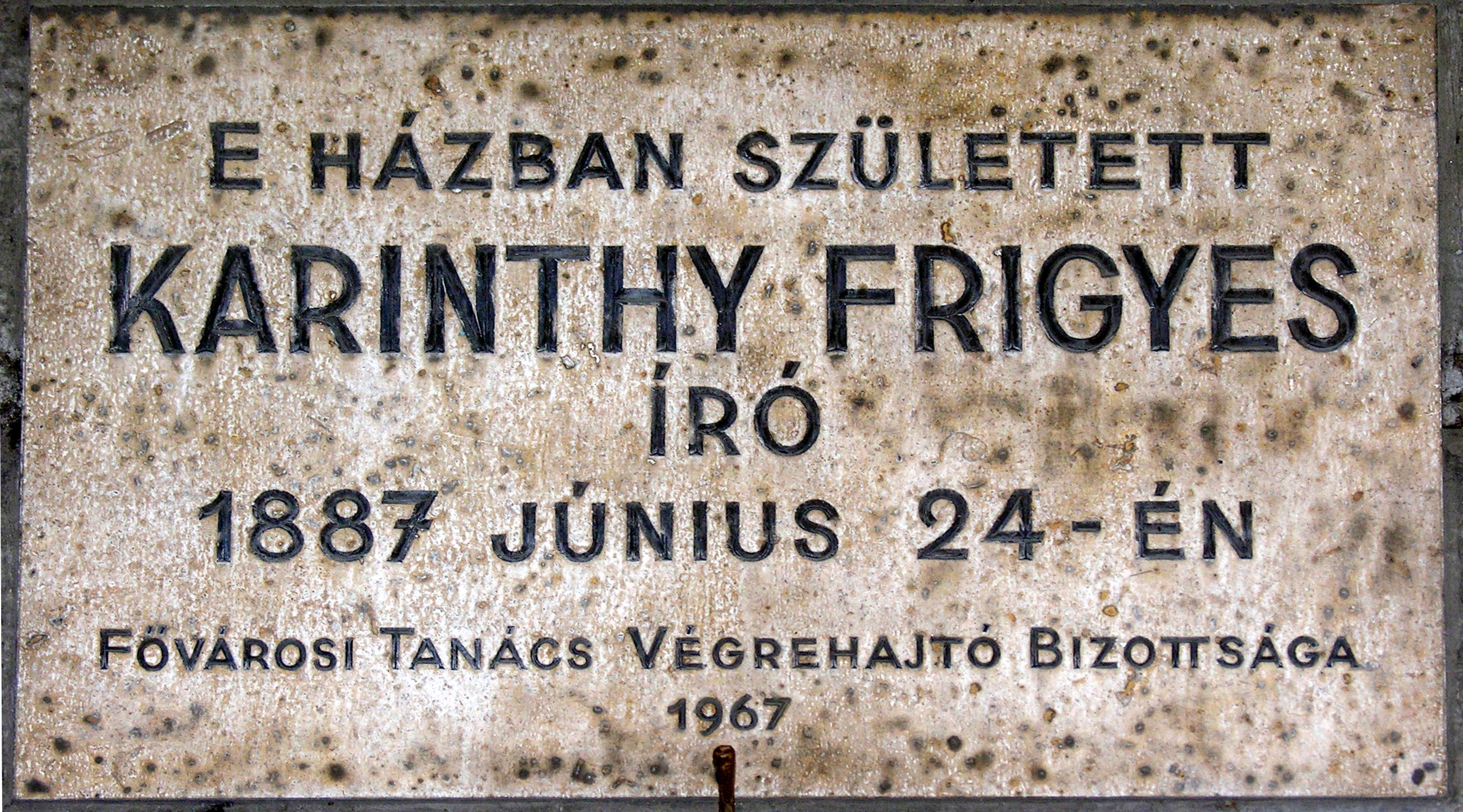
Tafel am Geburtshaus

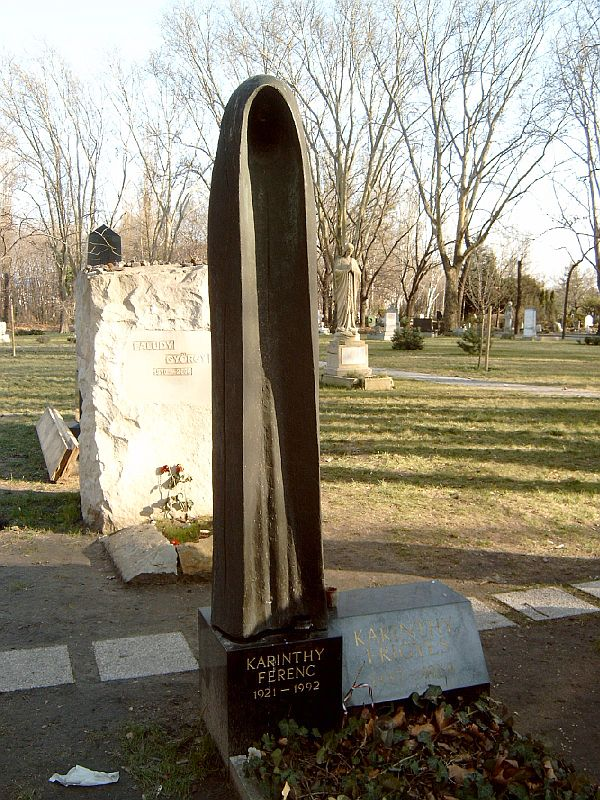
Grabstelle Vater und Sohn auf dem Kerepesi temető

Frigyes Karinthy (* 25. Juni 1887 in Budapest, Österreich-Ungarn; † 29. August 1938 in Siófok) war ein ungarischer Schriftsteller.

## Leben
Karinthy wurde 1887 in Budapest geboren. Sein Vater (József Karinthi) war Beamter und Gründungsmitglied der Ungarischen Philosophischen Gesellschaft. Seine Mutter Karolina Engel starb 1895, woraufhin sich der Vater allein um die Erziehung der sechs noch lebenden Kinder kümmerte. Frigyes Karinthy begann zwischen 1898 und 1900 zu schreiben: er verfasste Bühnenstücke, Abenteuergeschichten und Märchen in Versform. Im Alter von 15 Jahren veröffentlichte er seinen Roman Nászutazás a Föld középpontján keresztül (etwa: Hochzeitsreise durch den Mittelpunkt der Erde) in der Magyar Képes Világ als Fortsetzungsgeschichte.
Nach dem Abitur hörte er Universitätsvorlesungen über Mathematik, Physik, Philosophie und Chirurgie. Er machte zwar nie einen Abschluss, stand der Wissenschaft aber sein ganzes Leben lang mit regem Interesse und großem Respekt gegenüber. Nach Andor Bajor "glaubte er mit jeder Faser seines Verstandes – man könnte sagen: blind – daran, dass die Blindheit ein vorübergehendes Phänomen sei."
1906 wurde er Mitarbeiter der Tageszeitung Az Újság. Damals begann seine legendäre Freundschaft mit Dezső Kosztolányi. In den folgenden Jahren erschienen seine Erzählungen, Parodien und humoristischen Schriften in verschiedenen Budapester Blättern, Bekanntheit erlangte er jedoch vor allem durch den Parodienband Így írtok ti ("So schreibt ihr") aus dem Jahr 1912.
1913 heiratete er die Schauspielerin Judik Etel, die 1918 an der Spanischen Grippe starb. Mit ihr hatte er einen Sohn, den späteren Dichter Gábor Karinthy. 1920 heiratete er Aranka Böhm; aus dieser – sehr dramatisch und unglücklich verlaufenden – Ehe ging der Schriftsteller Ferenc Karinthy hervor.
Als sein großes Vorbild bezeichnete Karinthy Jonathan Swift; seine Romane Utazás Faremidóba (Reise nach Faremido) und Capillária tragen den Untertitel Gullivers fünfte und sechste Reise.
Die ungarischen Übersetzungen vieler bekannter Werke werden Karinthy zugeschrieben, allen voran Micimackó, die Übertragung von A. A. Milnes Kinderbuch Winnie-the-Pooh. Diese stammt jedoch wahrscheinlich zum Teil von seiner Schwester Mici (Emília Karinthy), die zumindest eine Rohübersetzung für ihren Bruder angefertigt hat.
Im Jahr 1929 legte er in der Erzählung Láncszemek (Kettenglieder) die Grundlagen zur Theorie der Six Degrees of Separation, die Stanley Milgram 1967 in einem Experiment überprüfte und unter dem Begriff Kleine-Welt-Phänomen (small world phenomenon) bekannt machte.
1936 wurde er in Stockholm von Herbert Olivecrona bei Bewusstsein (!) an einem Hirntumor operiert; er schrieb darüber den Roman Utazás a koponyám körül (Reise um meinen Schädel). 1938 starb Karinthy an einem Gehirnschlag.

## Nachleben
Manche seiner Wortschöpfungen (z. B. halandzsa, dt. etwa: "Kauderwelsch") und Wendungen bereichern noch heute die ungarische Umgangssprache. Das mehrsprachige Karinthy-Frigyes-Gymnasium  im XVIII. Budapester Bezirk Pestszentlőrinc-Pestszentimre wurde 1986 nach ihm benannt. 2008 wurde ein Asteroid nach ihm benannt: (84919) Karinthy.

## Werke (Auswahl)
- Utazás a Merkurba, Roman, 1898–1900
- Nászutazás a Föld középpontján keresztül, Roman, 1902
- Így írtok ti, Parodien, 1912
- Esik a hó, Erzählungen, 1912
- Ballada a néma férfiakról, Erzählungen, 1912
- Együgyű lexikon, 1912
- Görbe tükör, Humoresken, 1912
- Találkozás egy fiatalemberrel, Erzählungen, 1913
- Grimasz, Erzählungen, 1914
- Két hajó, Erzählungen
- Legenda az ezerarcú lélekről, Erzählungen
- Beszéljünk másról, Skizzen
- Ó, nyájas olvasó, Skizzen
- Aki utoljára nevet, Skizzen
- Így láttátok ti, Parodien
- Tanár úr kérem, 1916 (dt.: Bitte, Herr Professor. Satiren und Erzählungen, Manesse-Verlag, Zürich 1983, übersetzt und mit einem Nachwort von Andreas Oplatka)
- Holnap reggel, Drama
- Utazás Faremidóba, Roman (dt.: Die Reise nach Faremido; zuerst in: Der Weltraumfriseur, Suhrkamp Verlag Frankfurt/Main 1979, Phantastische Bibliothek, Band 39; nochmals in: Die neuen Reisen des Lemuel Gulliver. Zwei phantastische Kurzromane im Stile von Jonathan Swift nebst einer freimütigen Korrespondenz an Herbert George Wells, Verlag Das Neue Berlin, Berlin [Ost] 1983; nochmals in: Die Reise nach Faremido. Capillaria. Zwei Kurzromane, Noran, Budapest 1999, ISBN 963-9048-38-0)
- Krisztus vagy Barabbás, Erzählungen, 1918
- Bűvös szék, Drama, 1918
- Ne bántsuk egymást, Humoresken, 1921
- Hököm-színház, Szenen, 1921
- Jelbeszéd, Erzählungen, 1921
- Gyilkosok, Erzählungen, 1921
- Capillária, Roman, 1921 (dt.: Capillaris, zuerst in: Die neuen Reisen des Lemuel Gulliver. Zwei phantastische Kurzromane im Stile von Jonathan Swift nebst einer freimütigen Korrespondenz an Herbert George Wells, Verlag Das Neue Berlin, Berlin [Ost] 1983; in: Die Reise nach Faremido. Capillaria. Zwei Kurzromane, Noran, Budapest 1999, ISBN 963-9048-38-0)
- Kötéltánc, Roman
- Nevető dekameron, Essays
- Ki kérdezett?, Essays
- Minden máskép van, Skizzen
- Nem mondhatom el senkinek, Gedichte
- Hasműtét, Erzählungen
- 100 új humoreszk
- Még mindig így írtok ti, literarische Karikaturen
- Barabás, Erzählungen
- Nevető betegek
- Mennyei riport, Roman, 1937
- Utazás a koponyám körül, 1937 (dt.: Reise um meinen Schädel, Union-Verlag, Berlin 1985, übersetzt und mit einer Nachbemerkung von Hans Skirecki)
- Üzenet a palackban, Gedichte, 1938

- Ich weiß nicht, aber meine Frau ist mir verdächtig. Skurrile Skizzen und Sketches (dt. Originalzusammenstellung, übersetzt von Ita Szent-Iványi, Nachwort von Jörg Buschmann, Illustrationen von Hans Ticha) Rütten und Loening, Berlin 1972

## Verfilmungen
- Mágia, 1917, Regie Sándor Korda
- Barátságos arcot kérek, 1935, Regie László Kardos
- Tanár úr, kérem, 1956, Regie Frigyes Mamcserov
- Utazás a koponyám körül, 1970, Regie György Révész
- Holnap reggel, 1970 (Fernsehfilm), Regie Jenő Horváth
- A Nagy Ékszerész, 1978 (Fernsehfilm), Regie Márton Karinthy
- 1 és a semmi, 2004 (Kurzfilm), Regie Péter Molnár
- Lux úr szabadalma, 2006 (Kurzfilm), Regie Marcell Gerő